# Verordnung über die Rechtsanwaltsverzeichnisse und die besonderen elektronischen Anwaltspostfächer
Die Verordnung über die Rechtsanwaltsverzeichnisse und die besonderen elektronischen Anwaltspostfächer (RAVPV) ist eine deutsche Rechtsvorschrift. Sie regelt unter anderem, dass jede Rechtsanwaltskammer ein elektronisches Verzeichnis der in ihrem Bezirk zugelassenen Rechtsanwälte einschließlich der Syndikusrechtsanwälte führt (§ 1 Abs. 1 Satz 1 RAVPV).
Die Rechtsanwaltskammern haben die Einsichtnahme in ihr Verzeichnis über eine Suchfunktion zu gewährleisten (§ 7 Abs. 1). Die Einsichtnahme ist ausschließlich über das Internet möglich und muss jederzeit kostenfrei und ohne vorherige Registrierung möglich sein (§ 6 Abs. 1).
Die Bundesrechtsanwaltskammer führt ein elektronisches Gesamtverzeichnis aller in den Verzeichnissen der Rechtsanwaltskammern eingetragenen Personen und Berufsausübungsgesellschaften. Es trägt die Bezeichnung „Bundesweites Amtliches Anwaltsverzeichnis“ (§ 9). Die Bundesrechtsanwaltskammer stellt die in § 17 genannten Angaben des Gesamtverzeichnisses für die Einsichtnahme über das auf den Internetseiten der Europäischen Kommission unter der Bezeichnung „Find a lawyer“ betriebene elektronische Suchsystem, das im Deutschen die Bezeichnung „Europäisches Rechtsanwaltsverzeichnis“ trägt, abrufbereit zur Verfügung (§ 16).
In den Paragrafen 19 bis 29 trifft die Verordnung Regelungen zum besonderen elektronischen Anwaltspostfach (beA). Die Bundesrechtsanwaltskammer trägt zu den eingetragenen Personen und Berufsausübungsgesellschaften die Bezeichnung ihres besonderen elektronischen Anwaltspostfachs in das Gesamtverzeichnis ein, § 11 Abs. 2 („beA SAFE-ID“).